# Georg Ludwig Walch
Georg Ludwig Walch (Jena, 8 maggio 1785 – Greifswald, 21 gennaio 1838) è stato un filologo classico tedesco ampiamente conosciuto per la sua edizione e l'analisi delle opere dello storico romano Tacito.

## Biografia
Era il nipote del teologo Johann Georg Walch (1693-1775).
A partire dal 1805, studiò presso l'Università di Jena, dove successivamente lavorò come bibliotecario. Nel 1808 ottenne la sua abilitazione a Jena. Dal 1811 fu istruttore di lingue latine e greche al Grauen Kloster di Berlino. Nel 1830 successe a Christian Wilhelm Ahlwardt come professore di lingue antiche presso l'Università di Greifswald.

## Opere principali
- Horaz als Mensch und Bürger von Rom, 1802 (di Richeus van Ommeren, tradotto in Dutch by Walch).
- Meletematum criticorum specimen, 1809.
- Memoria Georgii Ludovici Spaldingii, 1815.
- Emendationes Livianae, 1815.
- Tacitus’ Agrikola. Urschrift, Übersetzung, Anmerkungen und eine Abhandlung über die Kunstform der antiken Biographie, 1828.
- Tacitus’ Germania. Urschrift, Übersetzung, Anmerkungen und eine Abhandlung über antike Darstellung in Beziehung auf Zweck und Zusammenhang in Tacitus’ Germania, 1829.[1]
- "Germania, Agricola and First Book of the Annals : with notes from Ruperti, Passow, Walch, and Bötticher's remarks on the style of Tacitus". (testo in latino). London : Taylor e Walton, 1840.[2]